# Carabodes agenjoi
Carabodes agenjoi är en kvalsterart som beskrevs av Pérez-Íñigo 1969. Carabodes agenjoi ingår i släktet Carabodes och familjen Carabodidae. Inga underarter finns listade.